# Раківчик
Ра́ківчик — село в Україні, у Коломийській міській громаді Коломийського району Івано-Франківської області. Населення становить 947 осіб. До 2020 року — центр Раківчицької сільської ради.

## Географія
Село розташоване за 51 км від обласного центру та 11 км від районного центру, на березі річки Коломийка, лівої притоки Пруту. Через село пролягає автошлях національного значення Н10 (Стрий — Івано-Франківськ — Чернівці) та залізнияна лінія Коломия — Делятин, на якій розташований однойменний зупинний пункт. 

## Історія
Село засноване 1648 року.
30 грудня 1925 року львівським окружним судом засуджено 23 селян до 61 року та 3 місяців в'язниці, а двох — до страти за державну зраду.
У 1949 році, за даними обласного управління МДБ, у колишньому Коршівському районі підпілля ОУН було найактивнішим в селах Лісна Слобідка та Раківчик.
12 червня 2020 року, відповідно з розпорядження Кабінету Міністрів України № 714-р «Про визначення адміністративних центрів та затвердження територій територіальних громад Івано-Франківської області», Раківчицька сільська рада обєднана з Коломийською міською громадою.

## Населення

### Мова
Розподіл населення за рідною мовою за даними перепису 2001 року:
| Мова       | Кількість | Відсоток |
| ---------- | --------- | -------- |
| українська | 1063      | 99.63%   |
| російська  | 4         | 0.37%    |
| Усього     | 1067      | 100%     |

## Особистості
Уродженці села:
- Микитюк Дмитро — хорунжий УГА, видавець.
- Федасюк Дмитро Васильович — український науковець. Проректор з науково-педагогічної роботи Національного університету «Львівська політехніка», завідувач кафедри програмного забезпечення, доктор технічних наук, професор кафедри програмного забезпечення. Народився у селі 29 січня 1955 року.
- Володимир та Марія Лобурак — дует заслужених артистів України, що працюють у жанрі популярної пісні.

## Світлини

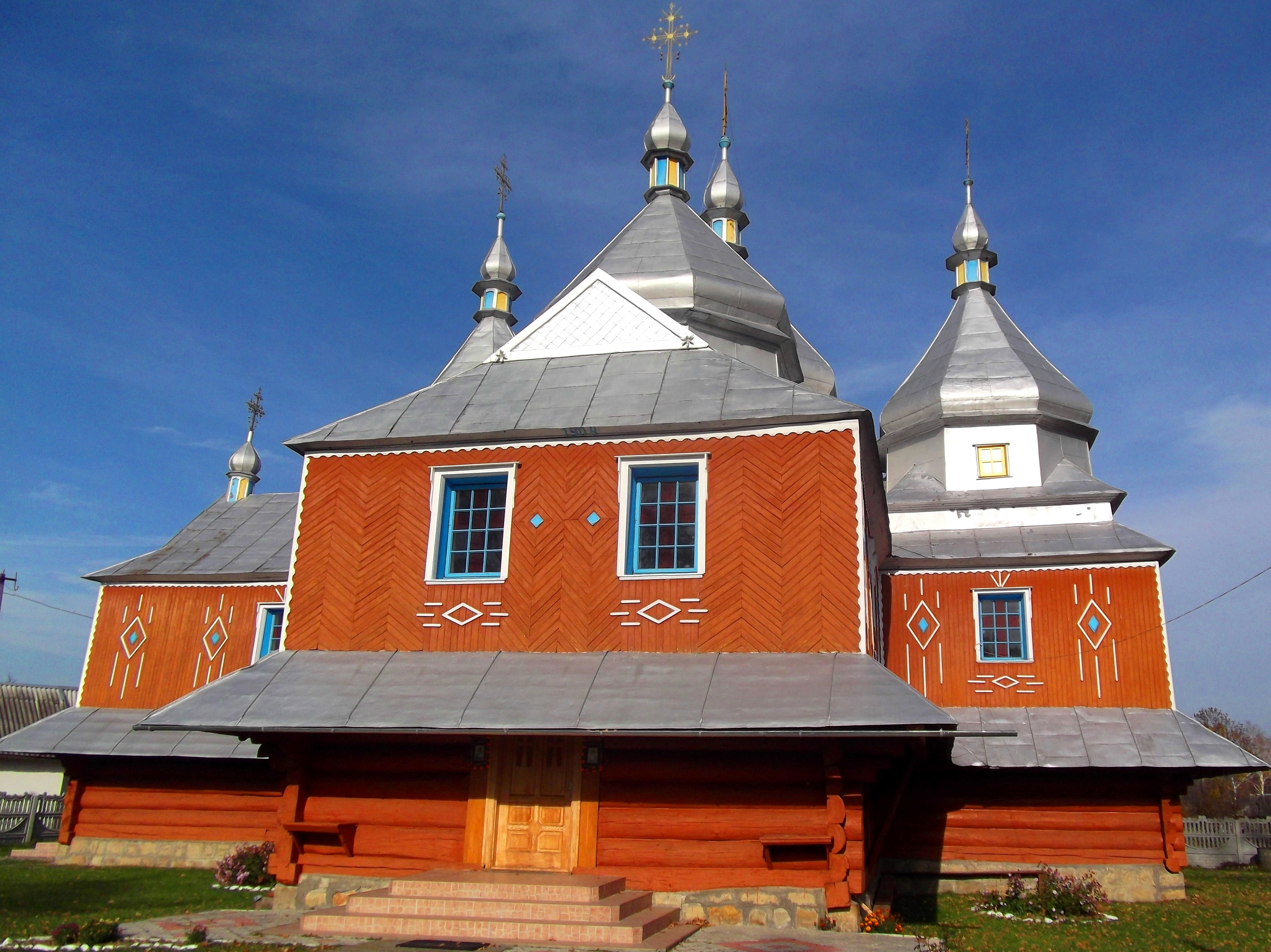
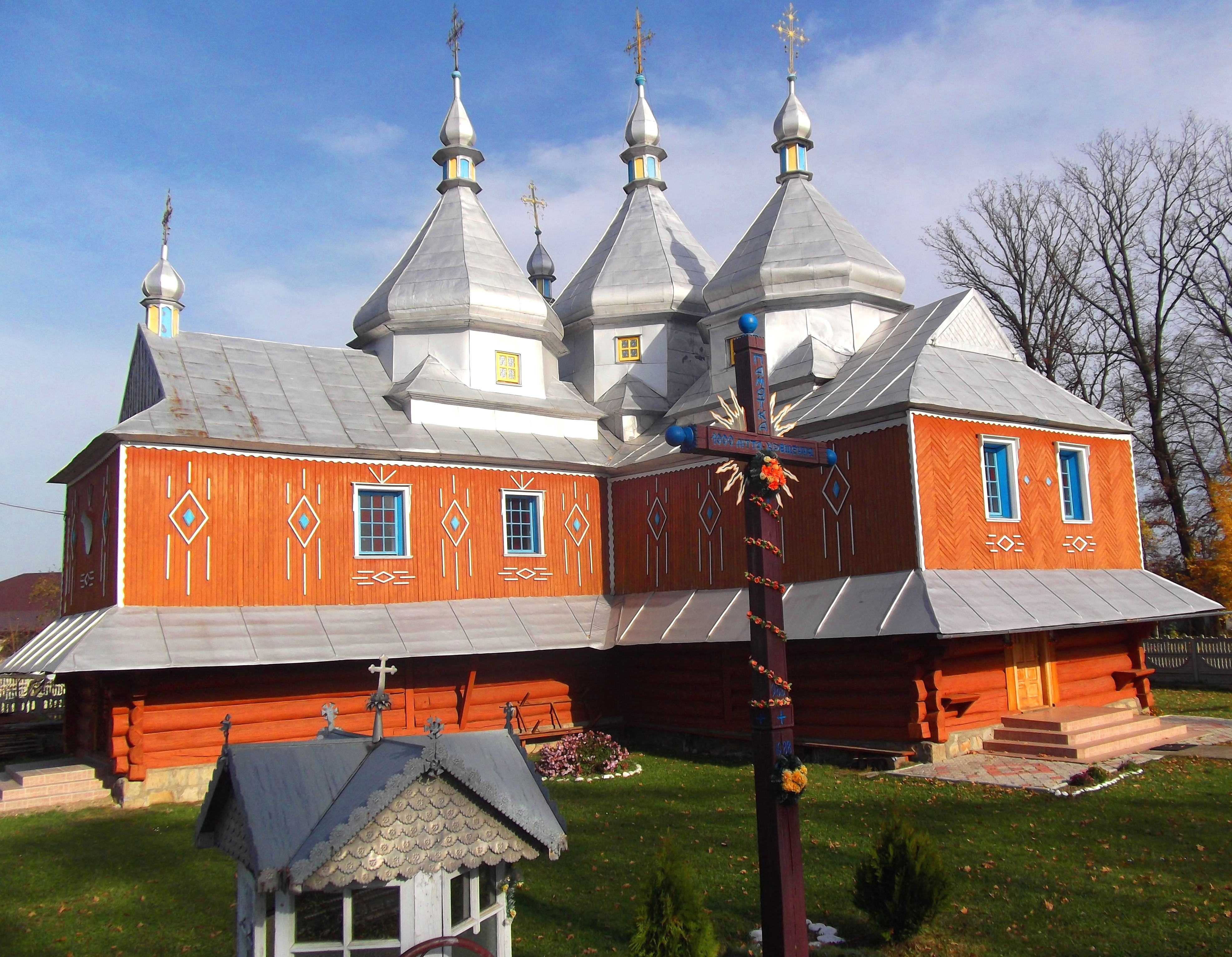

| Україна | Це незавершена стаття з географії України. Ви можете допомогти проєкту, виправивши або дописавши її. |